# Chartergellus communis
Chartergellus communis är en getingart som beskrevs av Richards 1978. Chartergellus communis ingår i släktet Chartergellus och familjen getingar. Inga underarter finns listade i Catalogue of Life.